# Résolution 284 du Conseil de sécurité des Nations unies
Membres permanents
- Chine (Taïwan)
- États-Unis
- France
- Royaume-Uni
- URSS

Membres non permanents
- Burundi
- Colombie
- Espagne
- Finlande
- Nicaragua
- Népal
- Pologne
- Sierra Leone
- Syrie
- Zambie

Résolution no 283 Résolution no 285
La résolution 284 du Conseil de sécurité des Nations unies est adoptée à 12 voix contre zéro lors de la 1 550e séance du Conseil de sécurité des Nations unies le 29 juillet 1970 a soumis la question suivante à la Cour internationale de justice pour avis consultatif: "Quelles sont les conséquences juridiques pour les États du maintien de la présence de l'Afrique du Sud en Namibie en dépit de la résolution 276 (1970) du Conseil de sécurité?" Le Conseil a demandé au Secrétaire général de transmettre à la Cour la résolution, ainsi que tous les documents susceptibles d'éclairer la question.
La résolution a été adoptée par 12 voix; la République populaire de Pologne, l'Union soviétique et le Royaume-Uni se sont abstenus.

### Sources
- (en) Cet article est partiellement ou en totalité issu de l’article de Wikipédia en anglais intitulé « United Nations Security Council Resolution 284 » (voir la liste des auteurs).

### Texte
- Résolution 284 Sur fr.wikisource.org
- Résolution 284 Sur en.wikisource.org